# Castello di Rovereto
Das Castello di Rovereto, auch als Castel Veneto bezeichnet, ist eine im 15. Jahrhundert erbaute Renaissancefestung und das bedeutendste Beispiel venezianischer Festungsbaukunst im Trentino. Nach einer wechselvollen Geschichte ist seit 1921 das Italienische Historische Kriegsmuseum (italienisch Museo Storico Italiano della Guerra) in der Burg untergebracht.

## Lage
Die Burg liegt am östlichen Stadtrand der norditalienischen Stadt Rovereto in der Autonomen Provinz Trient. Sie wurde an einer strategisch wichtigen Stelle errichtet, an der das Vallarsa-Tal in das Etschtal mündet. Unterhalb der Burg liegt die Altstadt sowie der Leno, der aus dem Vallarsa- und Terragnolo-Tal kommend, unterhalb des Burgberges entlang fließt und weiter westlich in die Etsch mündet.

## Geschichte und Baugeschichte

### Die Ursprünge der Burg
Die Burg von Rovereto wurde erstmals im 14. Jahrhundert urkundlich erwähnt. Archäologische Funde lassen aber den Schluss zu, dass der Burgberg bereits in prähistorischer Zeit befestigt war und dass auch die Römer einen Turm an dieser Stelle errichteten. Aus der ersten urkundlichen Erwähnung geht hervor, dass die Burg den Herren von Lizzana gehörte, bevor sie in der Mitte des 14. Jahrhunderts in den Besitz der im Vallagarina einflussreichen Adelsfamilie der Castelbarco gelangte. Letztere ließen die Burg neu errichten. Der Neubau mit Wehrmauern und den Wohnräumen des Burgherrn sowie der Garnison füllte bereits den ganzen Burgberg aus, aber auch der darunter liegende Bereich der Stadt wurde mit Stadtmauern umgeben.

### Die venezianische Epoche
Zu Beginn des 15. Jahrhunderts kam es zu Spannungen zwischen den Castelbarco und der sich nach Norden ausbreitenden Republik Venedig. Als sich auch der österreichische Herzog Friedrich IV., der die territorialen Bestrebungen der Venezianer mit Argwohn beobachtete, einmischte, kam es zum militärischen Eingriff Venedigs. Nach einer einwöchigen Belagerung fiel Rovereto im Jahre 1416 an die Republik Venedig. Die venezianische Epoche dauerte mit kurzer Unterbrechung fast 100 Jahre. In dieser Zeit wurde die Burg grundlegend umgebaut. Der mittelalterliche Aspekt ging vollständig verloren und die neue Anlage wurde nach militärischen Gesichtspunkten als Verteidigungsbastion errichtet. Der Umbau begann aber nicht unmittelbar mit der venezianischen Besetzung, sondern erst 1487, nachdem die Burg nach einer vierzigtägigen Belagerung durch die 12.000 Mann starken Truppen Siegmunds unter ihrem Feldhauptmann Gaudenz von Matsch aufgegeben werden musste und letztere sie bei ihrem Rückzug aus Rovereto am 7. Juli 1487 in Brand steckten.
Die Arbeiten dauerten mehrere Jahre an, in denen die ehemals mittelalterliche Burg ihre heutige Grundform erhielt. So stammen aus dieser Zeit die heute noch sichtbaren mächtigen Rondelle, Wälle und Bastionen. Der mittelalterliche Teil der Burg wurde dabei zum Großteil nicht abgerissen, sondern in den Neubau integriert. Lediglich anstelle des alten Burgturms wurde das Rondell Malipiero nach damals modernsten festungsbautechnischen Aspekten errichtet. Dieser am Fundament 20 Meter breite Turm besitzt im oberen Bereich vier übereinander liegende Ebenen mit Kanonenschießscharten. Auch das 1492 errichtete circa 25 m hohe Rondell Marino am östlichen Eckpunkt des Bauwerks verfügte über solche Schießscharten. Zu Beginn des 16. Jahrhunderts wurden die Arbeiten mit der Tieferlegung des Burggrabens und dem Anbau der nach ihrem Erbauer Bartolomeo d’Alviano benannten Bastion abgeschlossen.

### Die Burg unter den Habsburgern

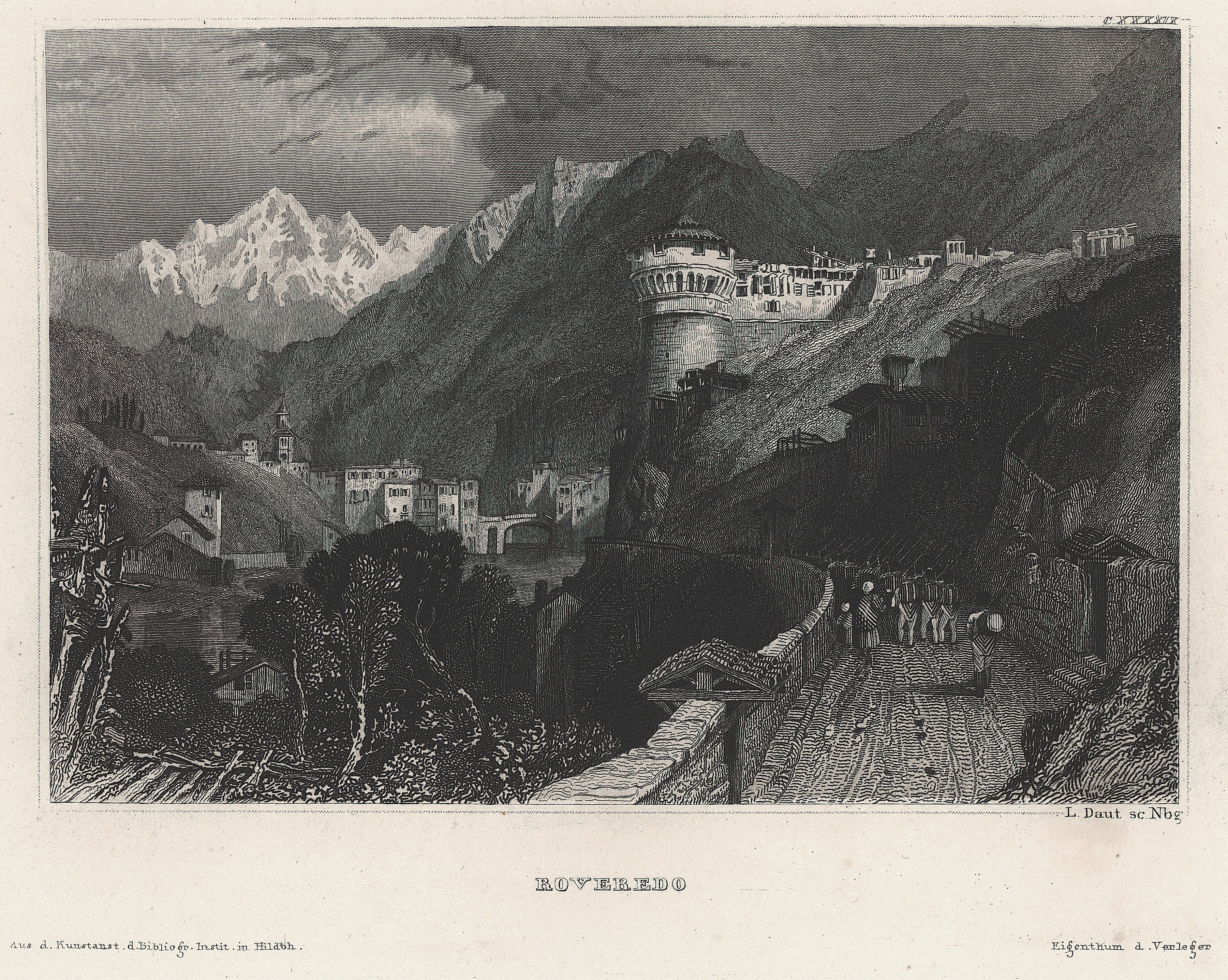
Die Burg ca. 1837

Im Jahre 1509 endete die venezianische Epoche, da die Republik Venedig nach der Niederlage in der Schlacht von Agnadello (14. Mai 1509) gegen die Liga von Cambrai ihre Festlandsexpansionen aufgeben und sich auch aus Rovereto zurückziehen musste. Stadt und Burg fielen in die Hände Kaisers Maximilian I., der beide bis zu seinem Tode 1519 unter seine unmittelbare Kontrolle stellte. Erst danach wurde Rovereto der Grafschaft Tirol angeschlossen und die Burg zum Sitz des kaiserlichen Bezirkshauptmanns für die nächsten Jahrhunderte. Bis zum Ende des 18. Jahrhunderts wurden keine großen baulichen Veränderungen an der Anlage vorgenommen.
1782 wurde die Burg auf Anordnung des Kaisers Joseph II. zum Teil geschleift. So wurde der Burggraben teilweise aufgefüllt, die Zugbrücke am Eingang entfernt und die Wehrgänge in den Bastionen mit Erdreich aufgefüllt. Die Zeit von 1796 bis 1833 gehört zu den dunkelsten Kapiteln der Burggeschichte. Während der napoleonischen Epoche wurde sie 1796 für kurze Zeit von den Truppen Napoleons besetzt und bei einem Brand 1797 schwer in Mitleidenschaft gezogen. Mit dem Wiener Kongress 1815 fiel das Trentino und damit auch Rovereto an das Österreichische Kaiserreich. In den folgenden Jahren wurde die Burg geplündert und verfiel langsam.
Von 1833 bis 1859 wurde sie zwar wieder verschiedenen Zwecken zugeführt, erlebte aber eine insgesamt sehr wechselvolle Geschichte in dieser Zeit. So wurde sie zuerst als Armenhaus und von 1852 bis 1859 teilweise als Zwangsarbeitslager genutzt. 1859 mietete sich das österreichische Militär ein und verwandelte die Burg in eine Kaserne. Diese Funktion hatte sie bis zum Ersten Weltkrieg inne.

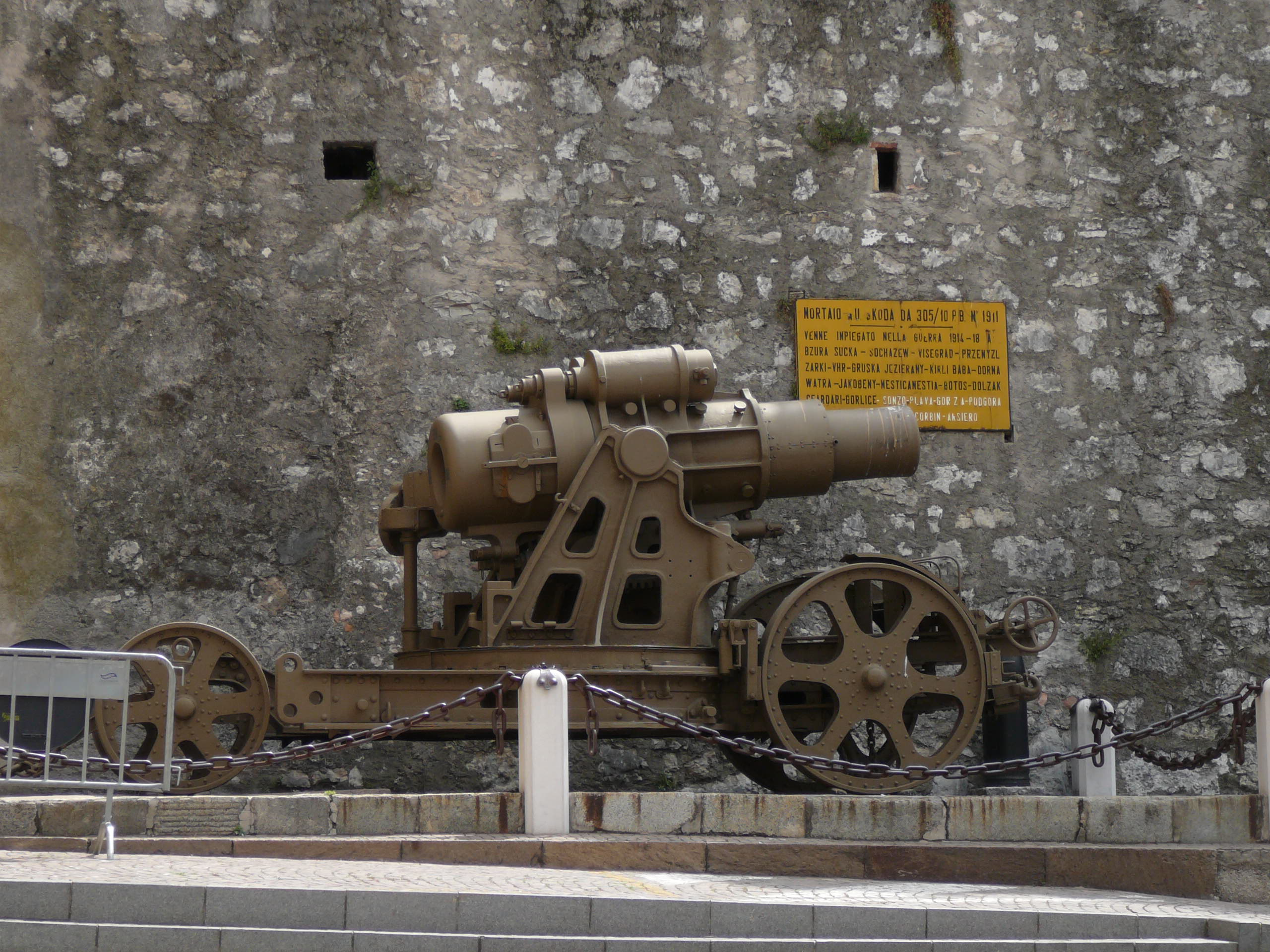
30,5-cm-M.11-Mörser des Kriegsmuseums Rovereto, aufgestellt zu Füßen der Burg. Die Lafette ist auf den Rohrwagen gestellt.

### Der Erste Weltkrieg
Während des Ersten Weltkrieges war Rovereto Frontstadt und zwei Kompanien des 3. Kaiserjägerregimentes hielten die Burg besetzt. Im Burggraben wurde außerdem ein 30,5-cm-M.11-Mörser des k.u.k. Schweren Artillerie-Regimentes Nr. 2 in Stellung gebracht, mit dem die italienischen Stellungen auf dem Monte Baldo und dem Monte Zugna beschossen wurden. Dieser Mörser zog aber gleichzeitig das Feuer der italienischen Artillerie auf sich und beim Versuch den Mörser auszuschalten wurde die Burg mehrmals getroffen und schwer beschädigt. Durch die entstandenen Kriegsschäden drang in der Folge Regen und Schnee in das Gebäude ein, so dass auch die Innenräume schwer in Mitleidenschaft gezogen wurden.
Unmittelbar nach Kriegsende ließ sich die italienische Stadtkommandantur in der Burg nieder und nutzte die Burg als Gefangenenlager. Die Kriegsgefangenen rissen ihrerseits die Holzböden und anderer Holzteile heraus, um sie als Heizmaterial zu nutzen.

### Die Burg heute
Der weitere Verfall der Burg wurde erst 1920 gestoppt, als die Restaurierungsarbeiten für das zukünftige Historische Italienische Kriegsmuseum begannen. Am 12. Oktober 1921 wurde dieses unter Anwesenheit des italienischen Königs eingeweiht. Das Museum ist bis heute in der Burg untergebracht.
Im Jahre 2001 begann eine umfangreiche Renovierung, die in mehreren Abschnitten sowohl das Museum als auch die Burg selbst betraf. Dabei wurden nicht nur die Ausstellungsflächen des Museums modernisiert und nach neuen musealen Kriterien gestaltet, sondern auch die Burg selbst umfangreich saniert. Im dritten 2011 abgeschlossenen Renovierungsabschnitt wurden die beiden Rondelle Marino und Malipiero restauriert. Diese Arbeiten umfassten auch die Rekonstruktion des im 18. Jahrhundert bei einem Brand vollkommen zerstörten Holzdaches des Turmes Malipiero, der damit wieder sein ursprüngliches Aussehen aus dem 15. Jahrhundert annahm.
Die vierte Phase wurde Ende 2013 eingeleitet und betrifft den südlichen Flügel der Burg. Die Arbeiten standen Ende 2016 kurz vor ihrer Fertigstellung. Danach wird eine fünfte und letzte Restaurierungsphase folgen, deren Ende für 2018 geplant ist.
Die Burg kann im Rahmen des Eintritts ins Historische Italienische Kriegsmuseum besichtigt werden. Nach Abschluss aller Renovierungsphasen soll sich ein eigener Besichtigungsrundgang nur mit der Burg und ihrer wechselvollen Geschichte beschäftigen.

## Beschreibung
Die Burg von Rovereto hat aufgrund der Anpassung an das Gelände einen ungleichmäßigen Grundriss und ähnelt dem eines Fünfeckes. Ihr heutiges äußeres Aussehen ist fast unverändert seit den von den Venezianern im 15. Jahrhundert erfolgten Umbauarbeiten erhalten geblieben, die die mittelalterliche Burg in eine moderne Renaissancefestung für rein militärische Zwecke verwandelten.
An den jeweiligen Eckpunkten, der von mächtigen Wehrmauern umgebenen Anlage, befinden sich drei Rondelle, zwei davon überdacht, der Turm Malipiero am nördlichen Eckpunkt und der Turm Marino im Südosten. Im südwestlichen Eckpunkt steht dagegen das am Burgberg tiefer liegende, nicht überdachte halbrunde Rondell Coltrino. Zwischen den Türmen Malipiero und Marino liegt die Bastion D’Alviano, ein in den Burggraben vorspringender Bau, der die Aufgabe hatte, mit seinen Kanonen den toten Winkel der beiden Rondelle zu bestreichen. Im Süden steht am Südflügel des Hauptbaus angelehnt, ein im Vergleich zu den anderen Türmen etwas unscheinbarer rechteckiger Turm, der sogenannte Bastioncello Priuli.

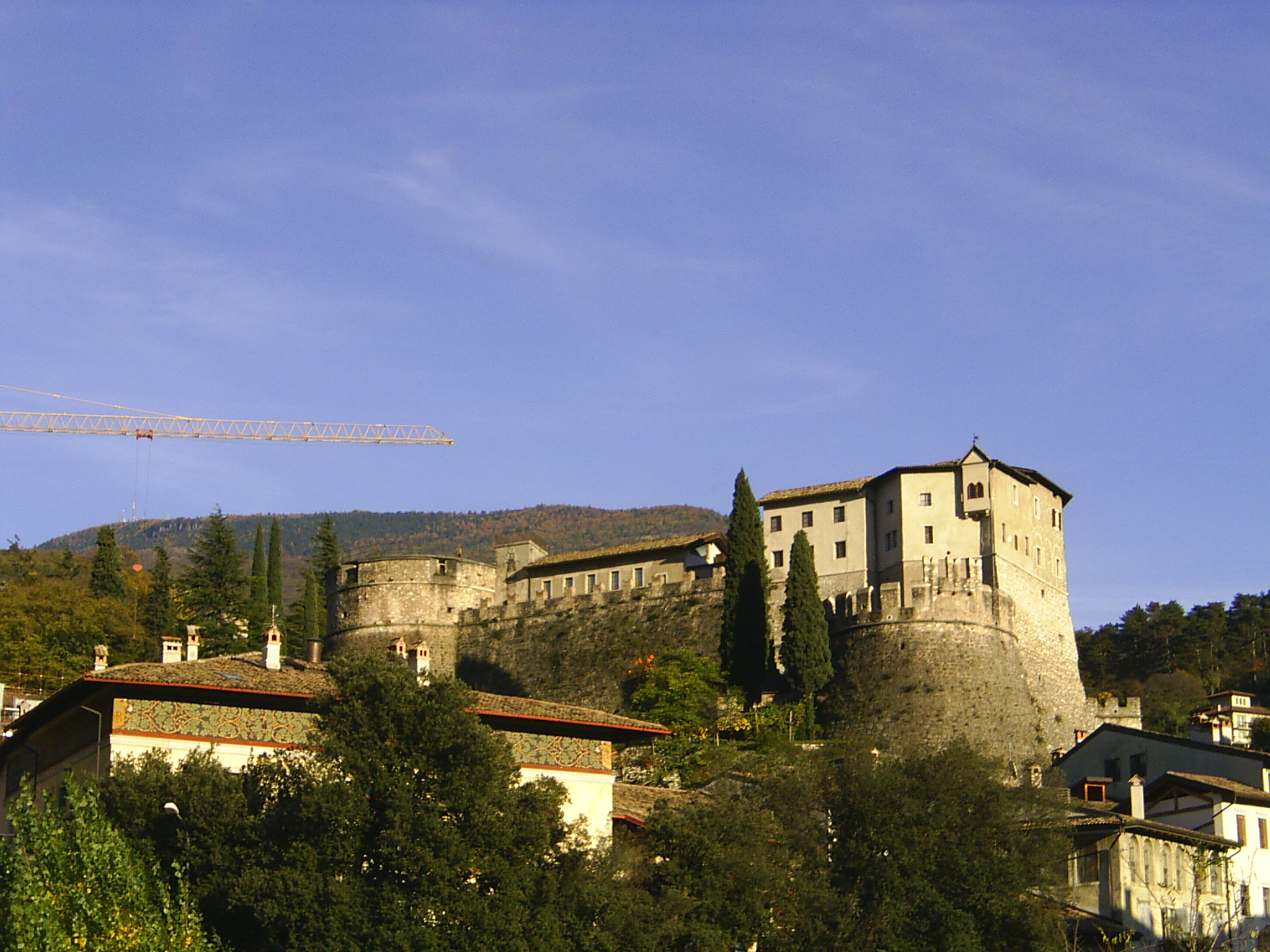
Aufnahme vor der 2011 fertiggestellten Rekonstruktion des Daches auf dem Rondell Malipiero (links). Rechts das halbrunde Rondell Coltrino.

Umgeben wird die Burg zwischen den Türmen Malipiero und Marino von einem 15 m tiefen Burggraben, der im Osten durch eine Mauer abgegrenzt ist. Im Süden fällt der Burgberg steil zum Leno ab, während im Westen einst Mauern die Anlage schützten, von denen heute nur noch Ansätze zu sehen sind.
Als Baumaterial wurden vorwiegend Kalk- und Ziegelsteine benutzt. Eingesetzt wurden aber auch Findlinge und Flusskiesel, mit denen die Böden des Innenhofs und des Zuganges in die Burg ausgelegt sind. Wenn man die Burgmauern als äußere Grenze anlegt, hat die Burg eine Größe von 8250 m2, während die Räume eine Fläche von 1850 m2 aufweisen. Die maximale Ausrichtung der Anlage beträgt in West-Ost-Richtung zwischen dem Rondell Coltrino und der Bastion D’Alviano 90 m, in Nord-Süd-Richtung zwischen dem Turm Malipiero und den zum Leno abfallenden Mauern etwa 60 m.
Der heutige Eingang, der nur über den Museumseingang zu erreichen ist, liegt von Mauern umgeben unterhalb des Rondells Coltrino und führt von dort aus in weit angelegten Stufen immer leicht ansteigend im Gewölbe des Südflügels in den Innenhof der Burg, der bereits vor dem venezianischen Umbau im 15. Jahrhundert bestand. Dort liegt auch der 57 m tiefe Burgbrunnen, der von den Venezianern angelegt wurde.
Die Funktion der Gebäude, die sich im Inneren der Burg befinden, ist durch die im Laufe der Zeit erfolgten Umbauten und Anpassungen nur noch schwer zu erkennen. Erhalten geblieben ist die ehemalige Kapelle, die 1493 von Gerolamo Marino in Auftrag gegeben wurde und San Marco (dt. hl. Markus) geweiht war. Die Kapelle wurde Ende des 20. Jahrhunderts restauriert und ist heute im Rahmen der Museumsbesichtigung zugänglich.
Ebenfalls zu besichtigen sind die beiden vor kurzem restaurierten Rondelle Malipiero und Marino sowie das sogenannte Füllwerk, ein zwischen der Außen- und Innenmauer der Burg aufgeschütteter Erdwall, der die Aufgabe hatte, die Wucht einschlagender Kanonenkugeln abzudämpfen.
Für Besucher nicht zugänglich sind die tunnelartigen Gänge, die die Bastionen und Rondelle miteinander beschusssicher verbinden und z. T. auch aus der Anlage hinaus führen.

## Bilder

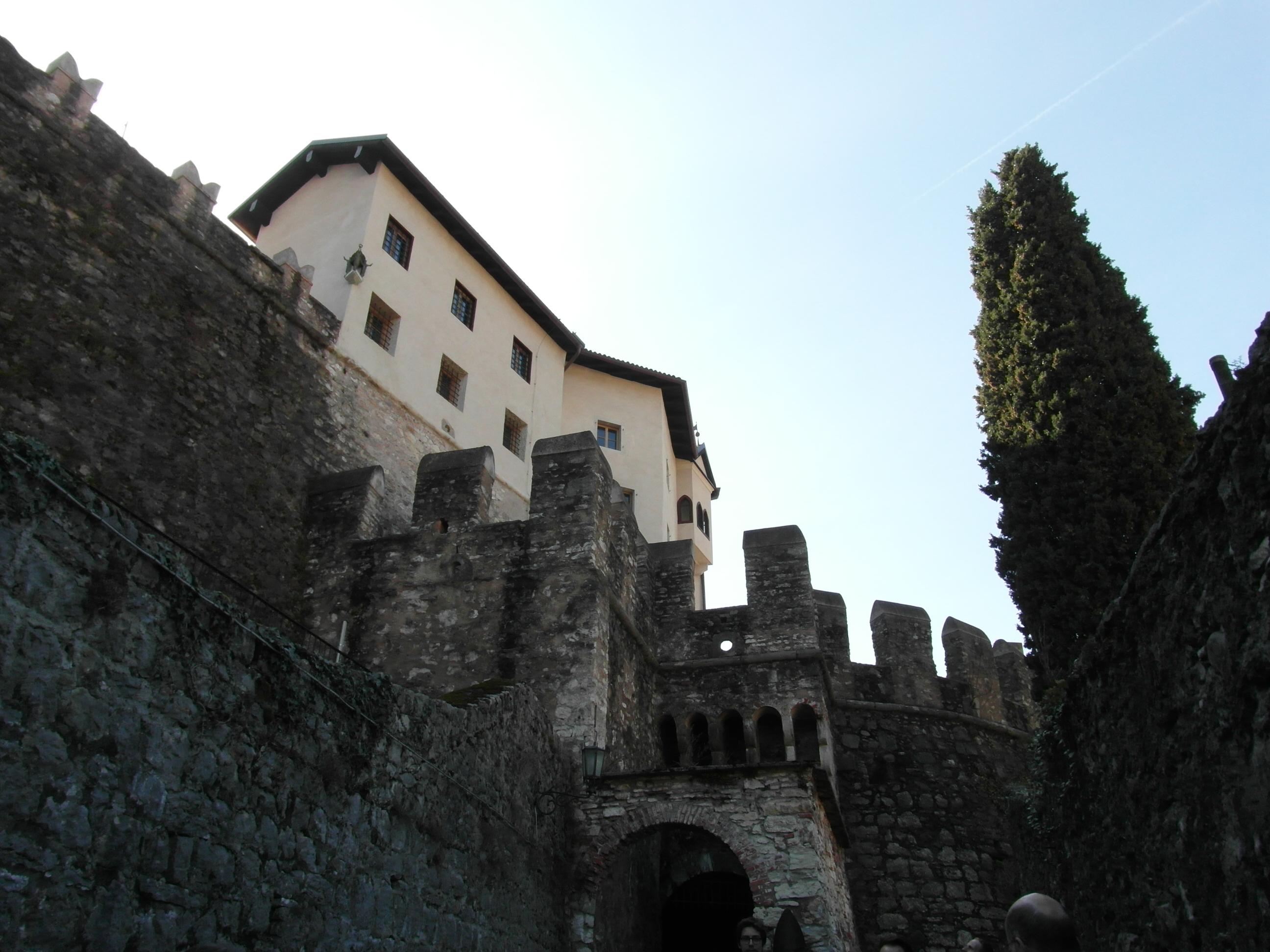
Der Eingang unter dem Turm Coltrino
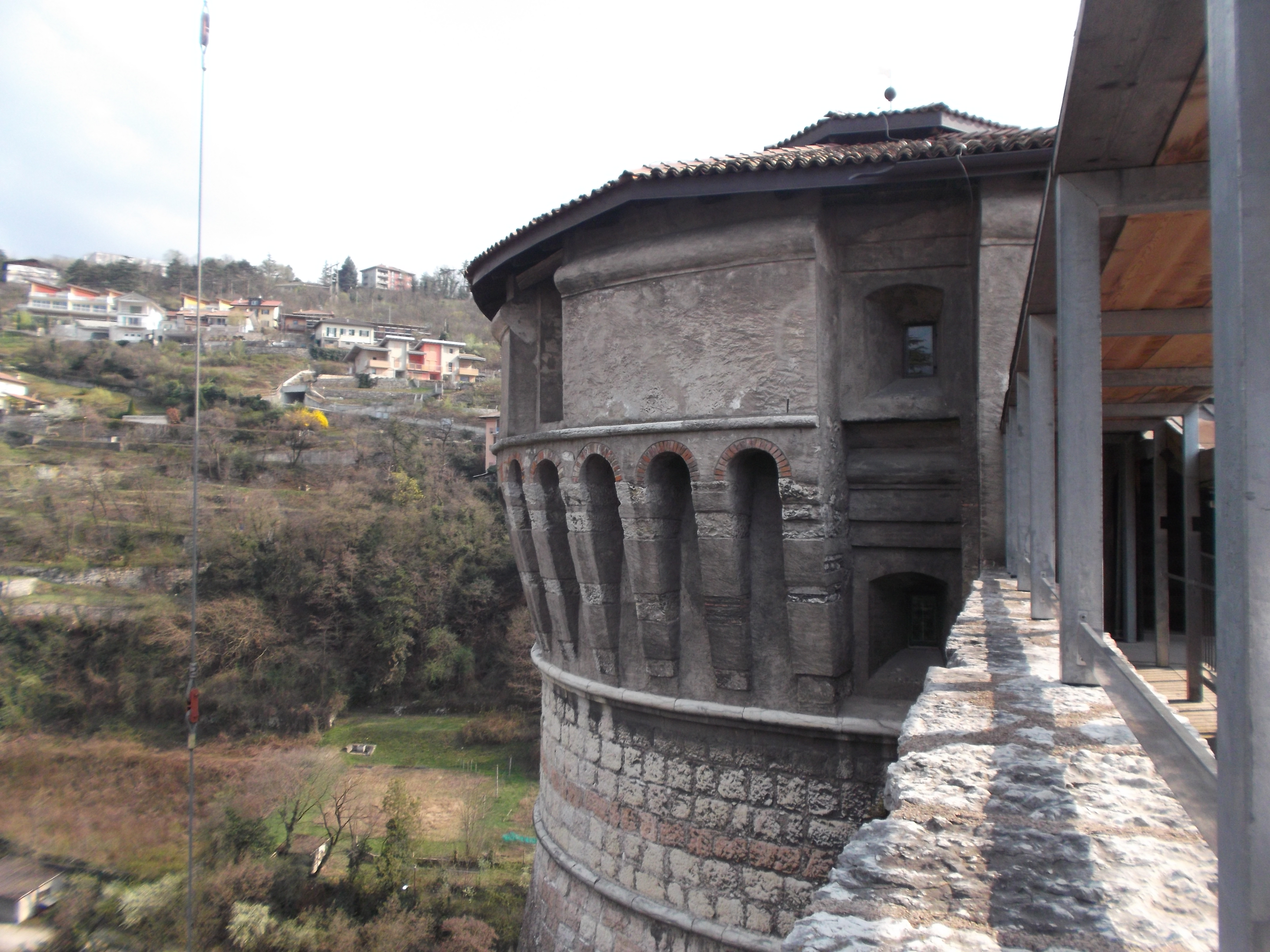
Turm Marino
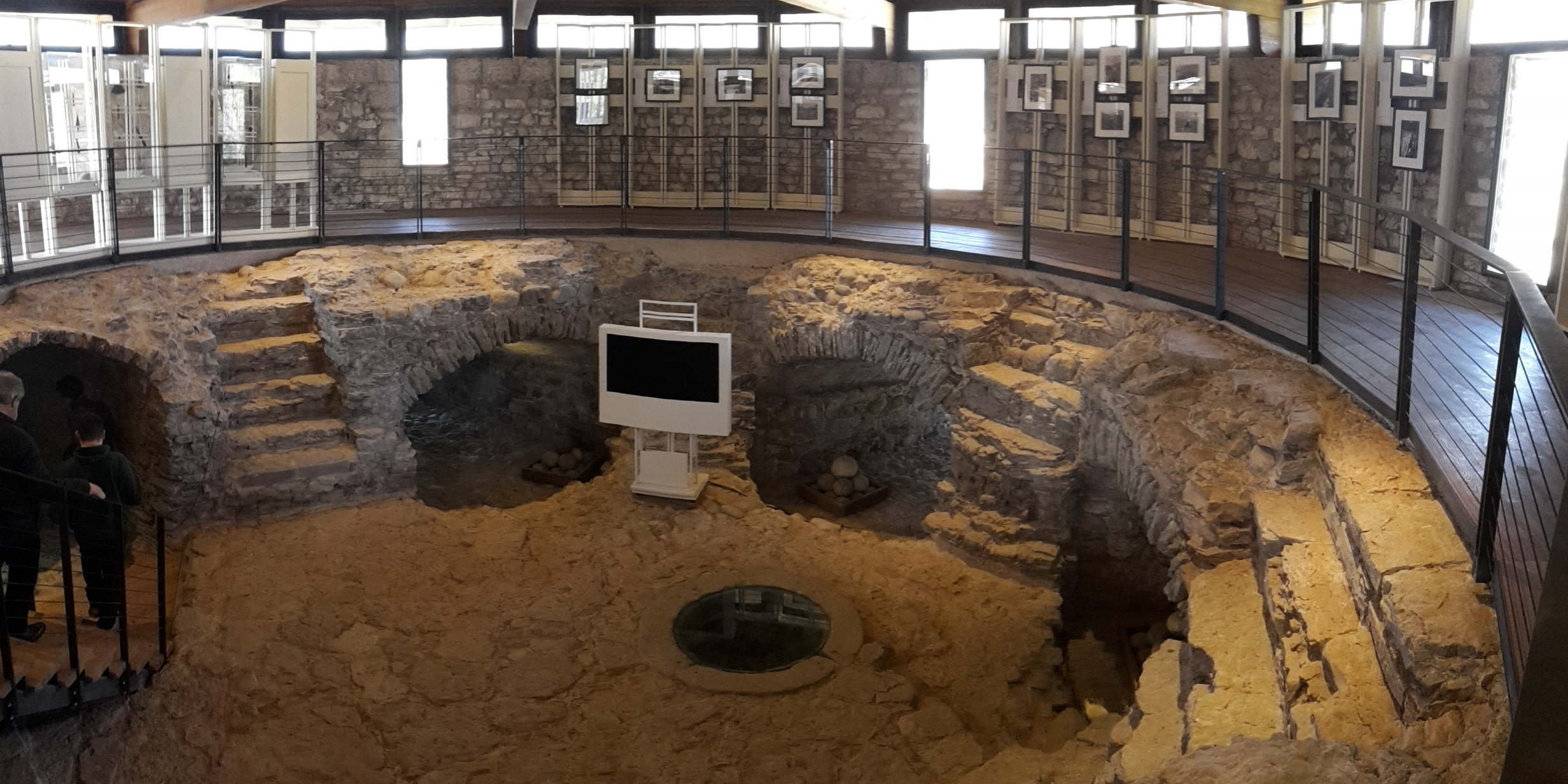
Der Turm Malipiero mit den Geschützstellungen
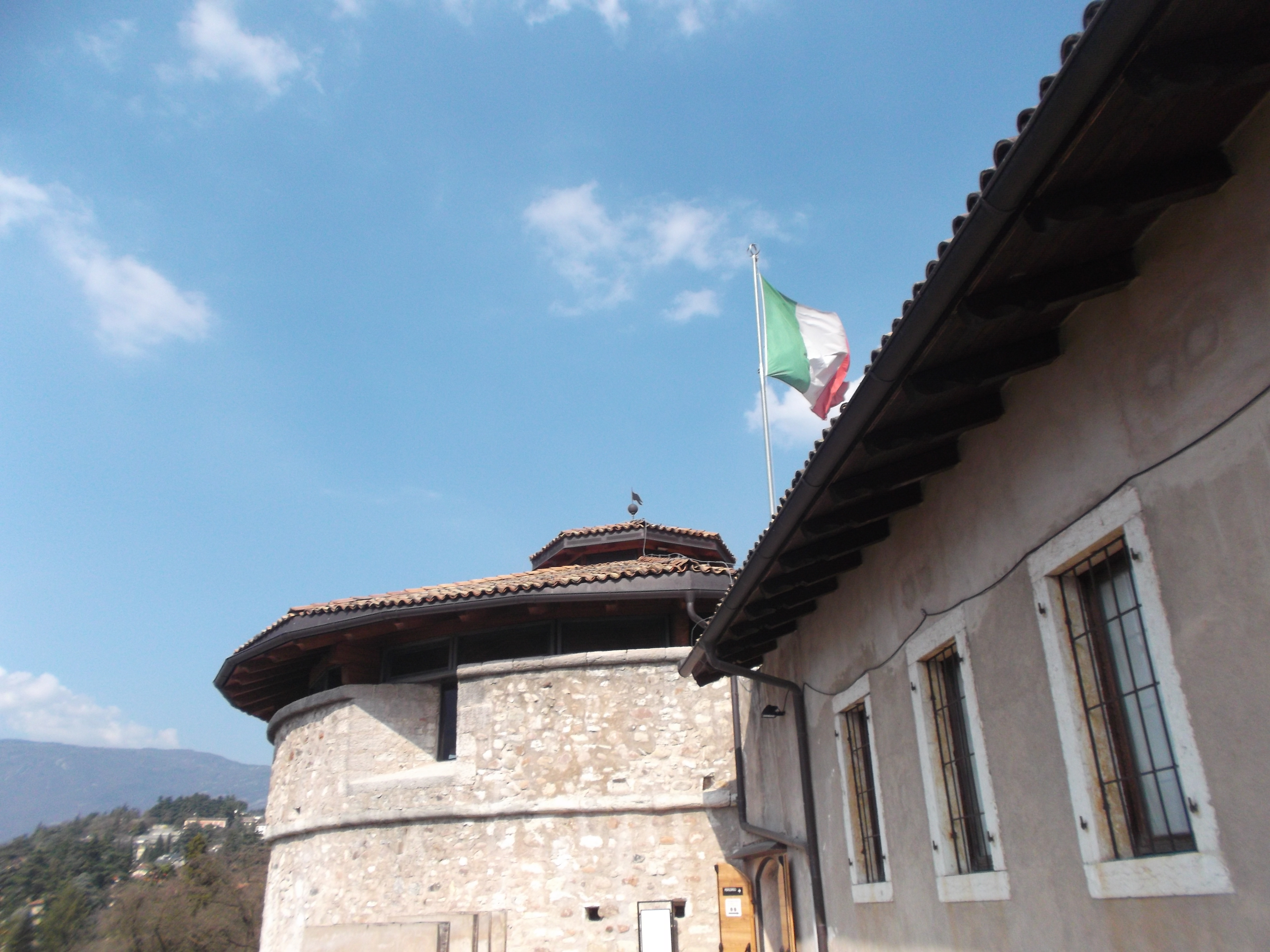
Das rekonstruierte Dach des Turmes Malipiero
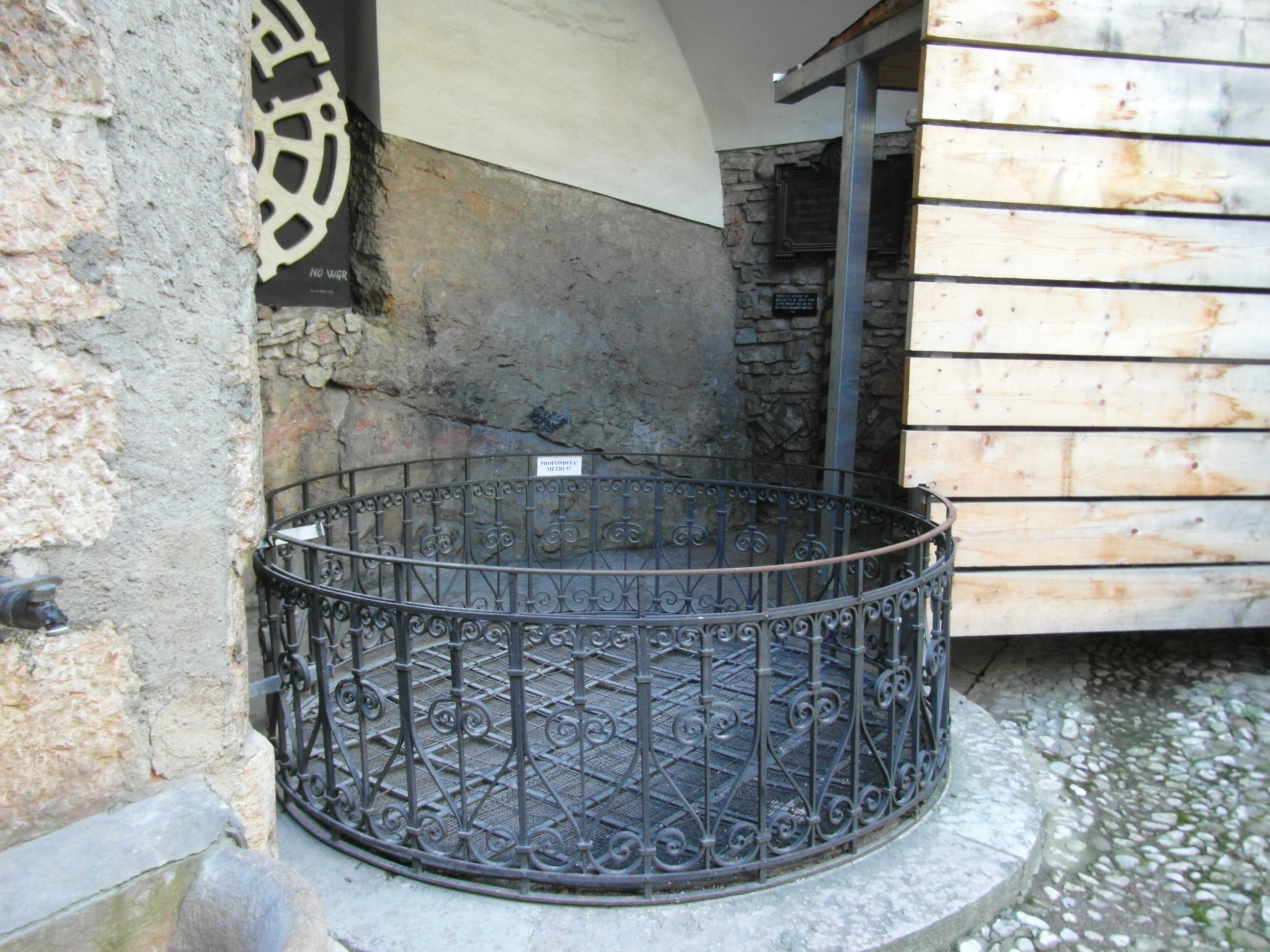
Der Burgbrunnen